# Список Героев Украины/А
В настоящем списке в алфавитном порядке представлены люди, получившие почётное звание Герой Украины, чьи фамилии начинаются с буквы «А».
- Список содержит информацию о дате указа присвоения почётного звания, роде деятельности награждённых и годах их жизни.

## Список людей, фамилии которых начинаются с «А»
| № | Фамилия, Имя Отчество                   | Дата Указа | Деятельность | Годы жизни      |
| - | --------------------------------------- | ---------- | --- | --------------- |
| 1 | Авдиевский, Анатолий Тимофеевич         | 16.08.2003 | Генеральный директор — художественный руководитель Национального заслуженного академического украинского народного хора имени Г. Верёвки               | род. 16.08.1933 |
| 2 | Алексеев, Юрий Сергеевич                | 22.08.2002 | Генеральный директор Государственного предприятия «Производственное объединение „Южный машиностроительный завод“ имени А. М. Макарова», Днепропетровск | род. 06.12.1948 |
| 3 | Антонец, Семён Спиридонович             | 21.08.1999 | Глава сельскохозяйственного акционерного общества «Горизонт», Шишацкий район Полтавской области                                                        | род. 20.08.1935 |
| 4 | Астров-Шумилов, Геннадий Константинович | 23.08.2001 | Генеральный директор — глава правления государственной холдинговой компании «Ровенькиантрацит», Луганская область                                      | род. 13.09.1937 |